# RJE
Rețeaua Judiciară Europeană în domeniul civil și comercial (prescurtat RJE) a fost înființată de Consiliul European la 28 mai 2001 și a început să opereze la 1 decembrie 2002. Dintre țările Consiliului European, Danemarca nu a participat la adoptarea Deciziei Consiliului 2001/470/EC. 
RJE este o structură flexibilă, nebirocratică, care operează informal și are scopul de a simplifica cooperarea judiciară dintre statele membre. Rețeaua Oferă suport autorităților centrale după cum este stipulat în instrumentele lor și facilitează cooperarea dintre diverse curți de justiție naționale.

## Obiective
Crearea RJE are la origine ideea ca stabilirea graduală a unei arii de justiție autentică în Europa impune îmbunătățirea, simplificarea și grăbirea cooperării judiciare între statele membre.  RJE reprezintă un răspuns original și practic la obiectivele de acces la justiție și cooperare judiciară propuse de către Consiliul European în anul 1999 la Tampere (Finlanda).  RJE oferă sprijin persoanelor implicate în procese transfrontaliere.
Activitățile rețelei au ca scop promovarea unor proceduri cât mai ușoare pentru procesele transfrontaliere precum și facilitarea cererilor de cooperare judiciară dintre statele membre, mai ales când sunt implicate instrumente ne-comunitare și internaționale.
Cu alte cuvinte RJE ușurează procesele transfrontaliere, facilitează cererile de cooperare între statele membre și asigură respectarea legislației comunitare și a convnețiilor dintre statele membre.

## Membrii RJE
Rețeaua se compune dintr-un punct de contact desemnat de către fiecare dintre statele membre plus:
- organismele și autoritățile specificate în legislația comunitară și în instrumentele internaționale la care statele membre sunt participante, sau în legile referitoare la cooperarea judiciară pe teme civile și comerciale
- magistrații de legătură cu responsabilități de cooperare în domeniul civil și comercial
- alte autorități judiciare sau administrative responsabile pentru cooperarea civilă și comercială, a căror prezență este considerata utilă de către statele membre.

## Rolul punctelor de contact
Punctele unice de contact au un rol esențial în rețea.  Ele sunt disponibile atât autorităților locale cât și altor puncte de contact.  Punctul de contact asista autoritățile locale în orice mod posibil și comunică regulat cu punctele de contact din alte state membre.
În fiecare stat membru, punctul de contact se întâlnește în mod regulat pentru schimbul de informații cu autoritățile desemnate de instrumentele comunitare și internaționale care au rol în cooperarea judiciară pe teme civile și comerciale.
La data de 30 septembrie 2009, rețeaua avea 418 membrii și 83 de puncte de contact desemnate de statele membre.

## Cadrul legal
Principalele provocări și perspective sunt legate de cadrul legal care se aplică de la 1 ianuarie 2011.  Noua Decizie asigură condiții mai bune de funcționare a rețelei în statele membre prin punctele naționale de contact și întărește rolul lor atât în interiorul rețelei cat și în relația cu magistrații.
Unul din rezultatele principale ale reformei RJE este dreptul de acces al juriștilor la activitățile rețelei.  În urma aplicării Deciziei, asociațiile profesionale ale juriștilor  la nivel național implicate în aplicarea instrumentelor comunitare și internaționale referitoare la cooperarea judiciară pe teme civile și comerciale, vor fi membrii ai rețelei iar punctele de contact vor stabili relații de cooperare cu aceste asociații profesionale.
În mod particular, aceste interacțiuni pot include schimburi de experiență și informații cu privire la aplicarea Convențiilor și instrumentelor europene și comunitare, colaborarea în pregătire  informațiilor disponibile pe site-ul RJE și participarea la ședințele relevante ale RJE (în mod special la ședințele anuale ale RJN).